# Cười (phim năm 2022)
Cười (tựa gốc tiếng Anh: Smile) là phim điện ảnh kinh dị tâm lý Mỹ năm 2022 do Parker Finn biên kịch và đạo diễn, dựa trên phim ngắn "Laura Hasn’t Slept" năm 2020 của anh. Trong phim, nữ diễn viên Sosie Bacon vào vai bác sĩ trị liệu Rose Cotter, cô gặp phải những hiện tượng siêu nhiên kỳ lạ sau khi một bệnh nhân tự tử ngay tại phòng khám. Các diễn viên khác gồm có Jessie T. Usher, Kyle Gallner, Caitlin Stasey, Kal Penn và Rob Morgan.
Bản điện ảnh chuyển thể từ phim ngắn của Finn được công bố vào tháng 6/2020. Dàn diễn viên được lựa chọn và quay phim bắt đầu vào tháng 10/2021 ở New Jersey. 
Ban đầu phim chỉ được lên kế hoạch ra mắt trên nền tảng Paramount+ nhưng đã được phát hành rộng rãi tại rạp do hiệu ứng tốt sau buổi chiếu thử. Phim ra mắt đầu tiên tại Liên hoan Fantastic Fest ngày 22/9/2022 và được Paramount Pictures phát hành tại rạp vào ngày 30 cùng tháng.
Smile nhận được đánh giá tích cực từ các nhà phê bình với các cảnh hù dọa, kỹ thuật quay, âm nhạc, đạo diễn và phần thể hiện tốt của nữ chính, dù có một số tương đồng với các phim trước đó như The Ring (2002), It Follows (2014) và Truth or Dare (2018).

## Diễn viên
- Sosie Bacon vai bác sĩ Rose Cotter
  - Meghan Brown Pratt vai Rose khi 10 tuổi
- Kyle Gallner vai Joel
- Caitlin Stasey vai Laura Weaver
- Jessie T. Usher vai Trevor
- Rob Morgan vai Robert Talley
- Kal Penn vai bác sĩ Morgan Desai
- Robin Weigert vai Dr. Madeline Northcott
- Judy Reyes vai Victoria Muñoz
- Gillian Zinser vai Holly
- Nick Arapoglou vai Greg
- Sara Kapner vai Stephanie
- Jack Sochet vai Carl Renken